# 12. november
12. november er dag 316 i året i den gregorianske kalender (dag 317 i skudår). Der er 49 dage tilbage af året.

### Begivenheder
Født - Dødsfald
- 1812 - Under tilbagetoget fra Moskva krydser resterne af Napoleons hær (Grande Armée) Berezina floden. 10.000 må efterlades.
- 1859 - I Cirque Napoléon i Paris udfører Jules Leotard det første flyvende trapeznummer uden sikkerhedsnet.
- 1859 - Charles Darwin får udgivet Arternes Oprindelse.
- 1912 - Et eftersøgningshold finder resterne af den engelske opdagelsesrejsende Robert Falcon Scott og hans ledsagere på den ulyksalige ekspedition til Sydpolen.
- 1918 - Østrig-Ungarns sidste kejser, Karl 1. abdicerer dagen efter våbenstilstanden i første verdenskrig, og landet bliver en republik.
- 1923 - Hitler arresteres efter det mislykkede "ølstuekup" i München den 8. samme måned. Det giver ham 9 måneder i en fængselscelle til at skrive Mein Kampf.
- 1927 - Lev Trotskij ekskluderes af Sovjetunionens kommunistparti på foranledning af Josef Stalin.
- 1933 - Ved valget til den tyske rigsdag opnår Hitlers nazistparti 43,9 % af stemmerne.
- 1938 - Hermann Göring fastslår, at Madagaskar skal være den jødiske nations hjemland.
- 1939 - Jøder i Polen skal bære gult armbind.
- 1941 - De tyske tropper må indstille deres forsøg på at indtage Moskva.
- 1942 - Slaget om Guadalcanal indledes; dette markerer begyndelsen på den amerikanske sejr over Japan.
- 1944 - Amerikanske bombefly ødelægger en japansk konvoj i Stillehavet og sænker 6 destroyere og 4 transportskibe med 8.000 soldater om bord.
- 1944 - Det tyske slagskib "Tirpitz", som er et søsterskib til "Bismarck" og Hitlers sidste større slagskib, sænkes i Nord-Norge ud for Tromsø af RAF's Lancaster-bombere.
- 1955 - Bill Haley bliver nummer 1 på hitlisten med "Rock Around The Clock".
- 1968 - USA's højesteret omstøder en delstatslov fra Arkansas, som forbyder undervisning i evolutionsteorien i offentlige skoler.
- 1969 – My Lai-massakren under Vietnamkrigen bliver afsløret.
- 1970 - Tronfølgeren, Prinsesse Margrethe indvier Forhistorisk Museum på Moesgård ved Århus.
- 1976 - 25.000 atomkraftmodstandere, som forsøger at storme Brockdorfværket i Nordtyskland, slås tilbage af politistyrker.
- 1979 - I Canada evakueres 200.000 mennesker nær Toronto, da et godstog med propan- og klorgas afspores og bryder i brand.
- 1981 - Den amerikanske rumfærge Columbia opsendes som det første rumfartøj nogensinde på en rummission nr. 2.
- 1982 - Det sovjetiske kommunistpartis centralkomité vælger Jurij Andropov som efterfølger for Leonid Bresjnev som generalsekretær.
- 1987 - Den svenske regering forhøjer dusøren for oplysninger, der fører til opklaring af mordet på Olof Palme, til 50 mio. svenske kr.
- 1987   - Et billede af Vincent van Gogh, "Iris", sælges for rekordsummen £30,2 millioner. Han malede det, mens han var patient på St. Rémy i nærheden af Arles. Der opholder han sig ca 1 år, og i den perioder maler han et stort antal billeder dels fra sit værelsesvindue, dels fra den omgivende natur.
- 2006 - Danmarks Kommunistiske Parti/ML og Kommunistisk Samling går sammen i et ny parti, som får navnet Kommunistisk Parti.
- 2012 - IC2, IC4-togets lillesøster, indsættes mellem Kolding og Vejle og kører med passagerer for første gang.

### Født
- 1492 - Johan Rantzau, dansk feltherre (død 1565).
- 1684 - Edward Vernon ("Old Grog"), engelsk admiral (død 1757).
- 1781 - Clas Livijn, svensk forfatter (død 1844).
- 1833 - Alexander Borodin, russisk komponist (død 1887).
- 1840 - Auguste Rodin, fransk billedhugger (død 1917).
- 1866 - Sun Yat-sen, Kinas første præsident (død 1925).
- 1871 - Dagmar Hansen, dansk visesanger (død 1959).
- 1893 - Frits Clausen, dansk læge og nazistleder (død 1947).
- 1903 - Hans R. Knudsen, dansk politiker (død 1962).
- 1906 - Jens Christian Christensen, dansk folketingsmedlem fra Venstre (død 1982).
- 1911 - Mime Fønss, dansk skuespiller (død 1994).
- 1915 - Roland Barthes, fransk filosof og kritiker (død 1980).
- 1922 - Kim Hunter, amerikansk skuespiller (død 2002).
- 1929 - Michael Ende, tysk forfatter (død 1995).
- 1929   - Grace Kelly, amerikansk skuespiller og fyrstinde af Monaco (død 1982).
- 1932 - Bent Exner, dansk guldsmed og billedkunstner (død 2006).
- 1934 - Charles Manson dømt amr. seriemorder (død 2017).
- 1936 - Mort Shuman, amerikansk musiker og sangskriver (død 1991).
- 1945 - Neil Young, canadisk musiker og sangskriver.
- 1946 - Lars Høy, dansk skuespiller.
- 1961 - Nadia Comaneci, rumænsk gymnast.
- 1964 - Thomas Berthold, tysk fodboldspiller.
- 1969 - Tilde Harkamp, dansk filminstruktør.
- 1971 - Annette Heick, dansk sanger og tv-vært.
- 1972 - Trine Appel, dansk skuespillerinde.
- 1980 - Ryan Gosling, canadisk skuespiller.
- 1982 - Anne Hathaway, amerikansk skuespillerinde.
- 1983 - Hans Edward Andreasen, forsanger og guitarist i dansk/færøske The Dreams.
- 1987 - Anders Vistisen, MEP for Dansk Folkeparti.

### Dødsfald
- 1035 - Knud den Store, dansk-engelsk konge (født ca. 995).
- 1667 - Hans Nansen, københavnsk borgmester (født 1598).
- 1720 - Peter Wessel (Tordenskjold), dansk-norsk admiral (født 1690) - dræbt i duel.
- 1847 - William Christopher Zeise, dansk kemiker (født 1789).
- 1948 - Umberto Giordano, italiensk komponist (født 1867).
- 1961 - Max Hansen, dansk-tysk skuespiller og sanger (født 1897).
- 1976 - Walter Piston, amerikansk komponist (født 1894).
- 1981 - William Holden, amerikansk skuespiller (født 1918).
- 1987 - Cornelis Vreeswijk, hollandsk-svensk visesanger og sangskriver (født 1937).
- 1989 - Thomas Dam, dansk fabrikant (Gjøl-trolden) (født 1915).
- 2004 - Sonja Rindom, dansk Anders And-oversætter (født 1904).
- 2007 - Erik Knudsen, dansk forfatter (født 1922).
- 2009 - Paul Wendkos, amerikansk tv- og filminstruktør (født 1922).
- 2010 - Ernst von Glasersfeld, tysk filosof (født 1917).
- 2013 - John Tavener, engelsk komponist (født 1944).
- 2018 - Stan Lee, amerikansk tegneserieforfatter (født 1922).

|  | Denne datoartikel kan blive bedre, hvis der indsættes et (bedre) billede Du kan hjælpe ved at afsøge Wikimedia Commons for et passende billede eller uploade et godt billede til Wikimedia Commons iht. de tilladte licenser og indsætte det i artiklen. |